# Tabas Airport
Tabas Airport (persiska: فرودگاه طبس) är en flygplats i Iran.   Den ligger i provinsen Yazd, i den centrala delen av landet, 600 km öster om huvudstaden Teheran. Tabas Airport ligger 704 meter över havet.
Terrängen runt Tabas Airport är huvudsakligen platt, men åt nordost är den kuperad. Trakten runt Tabas Airport är nära nog obefolkad, med mindre än två invånare per kvadratkilometer. Närmaste större samhälle är Tabas, 8,5 km söder om Tabas Airport. Trakten runt Tabas Airport är ofruktbar med lite eller ingen växtlighet.